# Ideopsis buruensis
Ideopsis buruensis är en fjärilsart som beskrevs av Holland 1900. Ideopsis buruensis ingår i släktet Ideopsis och familjen praktfjärilar. Inga underarter finns listade i Catalogue of Life.